# Orlando Fantoni
Orlando Fantoni (Belo Horizonte, Brasil, 4 de mayo de 1917 - Salvador de Bahía, Brasil, 2 de junio de 2002), conocido como Titio y Fantoni IV, fue un entrenador y futbolista brasileño.

## Trayectoria
Hermano de Niginho, Ninão y primo de Nininho, él era el más joven de la familia futbolista Fantoni, quien tenía profundas conexiones con el Cruzeiro. Sus hijos Benito y Fernando también practicaron el balompié, en los tiempos en los que dirigió en Venezuela.
El Belo-horizontino Orlando Fantoni inicia su carrera como jugador en 1945 con el Cruzeiro, después en 1946 pasa al Palmeiras. En 1947 pasa a la Lazio donde es apodado como Fantoni IV. En 1948 regresa a Brasil con el Vasco da Gama para finalizar su carrera como jugador en 1950. Ese mismo año comienza su carrera como entrenador de fútbol en el Bahia. 
En 1956 dirige a la Selección de fútbol de Venezuela en la Copa Presidente Paul Magloire celebrada en Haití. Dirigió en 4 encuentros con saldo de dos victorias (1-0 y 4-2 a Panamá), un empate y una derrota ante Haití. Posteriormente en 1959 consigue la medalla de bronce de los VIII Juegos Centroamericanos y del Caribe con Venezuela.
Durante su carrera pasó por varios clubes de Venezuela y Brasil, obteniendo su primer título como entrenador al ganar la Primera División Venezolana 1957 con la Universidad Central de Venezuela. 
Con el Deportivo Italia de Caracas ganó 3 títulos entre 1961 y 1967.

## Clubes

### Como jugador
| Club          | País   | Año       |
| ------------- | ------ | --------- |
| Cruzeiro      | Brasil | 1945-1946 |
| Palmeiras     | Brasil | 1946-1947 |
| Lazio         | Italia | 1947-1948 |
| Vasco da Gama | Brasil | 1948-1950 |

### Como entrenador
| Club                | País      | Año            |
| ------------------- | --------- | -------------- |
| Bahia               | Brasil    | 1950           |
| Selección nacional  | Venezuela | 1951-1956-1959 |
| Universidad Central | Venezuela | 1957           |
| Deportivo Portugués | Venezuela | 1958           |
| Deportivo Italia    | Venezuela | 1961-1967      |
| Cruzeiro            | Brasil    | 1967-1968      |
| Caldense            | Brasil    | 1969           |
| Londrina            | Brasil    | 1970           |
| Cruzeiro            | Brasil    | 1971-1972      |
| América-MG          | Brasil    | 1973           |
| Náutico             | Brasil    | 1974-1975      |
| Bahia               | Brasil    | 1976-1977      |
| Vasco da Gama       | Brasil    | 1977-1978      |
| Grêmio              | Brasil    | 1979           |
| Corinthians         | Brasil    | 1980           |
| Vasco da Gama       | Brasil    | 1980           |
| Cruzeiro            | Brasil    | 1983           |
| Botafogo            | Brasil    | 1984           |
| Bahia               | Brasil    | 1986-1987      |
| Vitória             | Brasil    | 1988-1989      |

## Palmarés

### Como entrenador

#### Campeonatos nacionales
| Título                  | Club                | País      | Año  |
| ----------------------- | ------------------- | --------- | ---- |
| Primera División        | Universidad Central | Venezuela | 1957 |
| Primera División        | Deportivo Portugués | Venezuela | 1958 |
| Primera División        | Deportivo Italia    | Venezuela | 1961 |
| Primera División        | Deportivo Italia    | Venezuela | 1963 |
| Primera División        | Deportivo Italia    | Venezuela | 1966 |
| Campeonato Mineiro      | Cruzeiro            | Brasil    | 1968 |
| Campeonato Pernambucano | Náutico             | Brasil    | 1974 |
| Campeonato Baiano       | Bahia               | Brasil    | 1976 |
| Campeonato Carioca      | Vasco da Gama       | Brasil    | 1977 |
| Campeonato Gaúcho       | Grêmio              | Brasil    | 1979 |
| Campeonato Baiano       | Bahia               | Brasil    | 1986 |
| Campeonato Baiano       | Bahia               | Brasil    | 1987 |